# 12773 Лиман
12773 Лиман (12773 Lyman) — астероїд головного поясу, відкритий 10 серпня 1994 року.
Тіссеранів параметр щодо Юпітера — 3,349.